# Gradska glazba Dubrovnik
Gradska glazba Dubrovnik amaterska je glazbena skupina osnovana 1843. godine koja njeguje tradiciju puhačkih orkestara u Hrvatskoj. 
Kroz dugu povijest mijenjala je nazive, stapala se s drugim amaterskim puhačkim družinama u Dubrovniku te se konačno konsolidirala završetkom Drugog svjetskog rata. Članom Gradske glazbe Dubrovnik bila je i nekolicina poznatih dubrovačkih i hrvatskih glazbenika kao što su Tereza Kesovija, Đelo Jusić i Luciano "Lući" Capurso. 
Skupina je proslavila 180 godina neprekinutog djelovanja 7. srpnja 2023. godine, što je obilježila obljetničkim koncertom u Dubrovniku ispred crkve sv. Vlaha.

## Povijest
Početak tradicije najsličniji našoj današnjoj glazbi je 1843. godina. Tada je osnovana gradska muzika koja je bila pod općinskom vlasti. Rad muzike nije bio redovit, njezin sastav se često mijenjao jer je istovremeno postojala i „Vojnička glazba“. Voditelji i učitelji muzike često su bili porijeklom izvan Dubrovnika, poput Ive Čižeka iz Praga i A. Schmita iz Sarajeva.
Važnost djelovanja glazbe ističe se i u iznimnoj popraćenosti u lokalnom tisku. Skoro svaki nastup glazbe, ali i njezini problemi (kao što je manjak novca za kupovinu instrumenata) koji su je zahvaćali s vremena na vrijeme, brižno su opisani u novinskim stupcima Crvene Hrvatske, Slovinca i drugih tiskovina, a građani su čak i sudjelovali u hitnim akcijama za spašavanje glazbe. U to vrijeme postaje vidljiv i problem slabo razvijene domaće glazbene literature jer većina muzika izvodi austro-ugarske vojničke koračnice.
U gradu je djelovalo više glazbi koje su se s vremenom ili raspuštale ili stapale i djelovale su kao jedini čimbenik dubrovačkog pučanstva na glazbenom i kulturnom polju. Rad gradskih muzika bio je usko vezan uz različite političke struje i stranke. Izgled uniformi i kvaliteta muziciranja često su služile kao mjerilo i vrijednost određene stranke. Iz tog vremena potječe i izreka „Kakva stranka takva i muzika”.
Dubrovačko radničko društvo osnovalo je svoju glazbu 1894. godine, a prvi put su nastupili za Sv. Vlaha. Godine 1898. osnovana je „Hrvatska općinska glazba“, a raspuštena 1929. Osam godina od osnutka „Hrvatske općinske glazbe“, 1906. osnovana je i „Gundulićeva glazba“ koja se raspušta 1914. godine. Nakon Prvog svjetskog rata „Gundulićeva glazba“ se pokušala ponovo oformiti, ali na kraju neuspješno. Za potrebe „Sokolskog društva“ 1921. godine s radom počinje i „Sokolska fanfara“,  a tri godine kasnije svoj prvi nastup doživjet će i „Sokolska glazba“.
U periodu završetka Drugog svjetskog rata 1944. okupljaju se članovi prijašnjih glazbi pod imenom „Narodna glazba“ iz koje su potekli brojni profesionalni glazbenici. Glazba je posljednji put mijenjala svoje ime 1981. u „Gradska glazba Dubrovnik“.
U ožujku 1983. godine glazbenici sami preuređuju prostorije koje su dio gradskih zidina tj. tvrđave Sv. Spasitelja i prostoru u kojem djeluju daju novi izgled prilagođen za rad jedne udruge kao što je Gradska glazba Dubrovnik. Osposobljena je glavna dvorana za vježbanje i manja prostorija za druženje nakon proba. Iste godine po prvi put od svog osnivanja Glazba je svečano obilježila svoju godišnjicu i obilježila 140 godina postojanja. Proslava je održana 23. listopada (1983.) te je priređen svečani koncert uz još sedam glazbi: Potomje, Ston, Orašac, Zaton, Cavtat, Gruda i Mostar. Sve glazbe su se smjestile oko Orlanda te naizmjenično izvodile svoje programe.
Osamdesete godine pokazale su se kao vrlo plodno razdoblje djelovanja. Godine 1986. Glazba je prvi put imala nastup u inozemstvu na međunarodnom festivalu puhačkih orkestara u Štětíju u Čehoslovačkoj. Samo dvije godine kasnije 1988. godine uslijedio je i zapažen nastup u Mađarskoj (Komlo u blizini Pečuha).
Glazba je tijekom Domovinskog rata, pa tako i za vrijeme najtežih razaranja Dubrovnika, nastavila sa svojim nastupima.
Proslava 150. obljetnice postojanja i djelovanja Gradske Glazbe Dubrovnik proslavljena je na svečan način od 28. lipnja do 4. srpnja 1993. uz nastup glazbi iz Korčule, Metkovića, Visa, Makarske, Trogira, Hvara, Cavtata, Zatona, Potomja i slavljenika Gradske Glazbe Dubrovnik. Od glazbi iz inozemstva sudjelovale su glazbe iz Slovenije, Italije, Austrije i Njemačke.

## Suvremeno djelovanje
U lipnju 2001. godine, nakon što je Društvo prijatelja dubrovačkih starina završilo sanaciju vanjskog dijela bastiona sv. Spasitelja u kojem se i nalaze prostorije Glazbe, stvorili su se uvjeti za obnovom glavne dvorane. 
Godine 2003. nastupila je i na povijesnom događaju dočeka Pape Ivana Pavla II. ispred crkve Sv. Vlaha izvodeći crkvene korale.
Proslavu 160 godina postojanja, glazba je obilježila koncertom u Revelinu, a povodom proslave dobila je 2004. godine nagradu Grada Dubrovnika.
Glazba je 2013. za proslavu 170 godina postojanja pripremila svečani koncert ispred crkve sv. Vlaha na kojom je, uz renomirane soliste, a koji su potekli iz Glazbe, sudjelovao i zbor Libertas. Za ovu prigodu je i snimljen dokumentarni film o povijesti Glazbe u režiji Tonka Jovića i koji se premijerno prikazao na svečanom domjenku nakon koncerta u palači Sponza.
Dubrovačka glazba 7. srpnja 2023. održala je slavljenički koncert povodom 180 godina svojeg kontinuiranog rada ispred crkve sv. Vlaha U Dubrovniku. Na koncertu su kao gosti sudjelovale Mažoretkinje Grada Dubrovnika i Mješoviti zbor Libertas. Koncert je zamišljen kao retrospektiva djelovanja Gradske glazbe te su izvedena djela iz svih većih glazbenih epoha koje je sastav izvodio kroz svoju povijest. 